# Le Lauzet-Ubaye
Le Lauzet-Ubaye je naselje in občina v jugovzhodnem francoskem departmaju Alpes-de-Haute-Provence regije Provansa-Alpe-Azurna obala. Leta 2007 je naselje imelo 236 prebivalcev.

## Geografija
Kraj leži v pokrajini Visoki Provansi ob jezeru Lac du Lauzet, 60 km severno od Digne-les-Bainsa.

## Administracija
Le Lauzet-Ubaye je sedež istoimenskega kantona, v katerega so poleg njegove vključene še občine La Bréole, Méolans-Revel, Pontis in Saint-Vincent-les-Forts s 1.060 prebivalci.
Kanton je sestavni del okrožja Barcelonnette.

## Zgodovina
Ime naselja se prvikrat omenja leta 1147 kot Laused (okcitansko Laousèt), v pomenu manjšega gorskega jezera. Sedanje ime je občina dobila leta 1959, ko se je združila s sosednjo občino Ubaye, del slednje vključno z naseljem Ubaye je bilo potopljen ob izgradnji jezu na reki Durance, s čimer je nastalo drugo največje umetno jezero v Evropi, Lac de Serre-Ponçon. 